# Electronvolt
Electronvoltul, are simbolul eV, este o unitate de măsură pentru energie având ca valoare lucrul mecanic efectuat asupra unui electron atunci când se deplasează între două puncte între care există o diferență de potențial electric (tensiune electrică) de 1 volt.
1 eV = 1,602 176 462(63) × 10-19 J≈0,16 aJ
Electronvoltul este unitatea de măsură potrivită pentru energiile întâlnite în fizica atomică și în chimie. În fizica nucleară și subnucleară energiile se măsoară în multipli ai electronvoltului: 1 MeV = 106 eV, 1 GeV = 109 eV, 1 TeV = 1012 eV.
Datorită echivalenței masă-energie, electronvoltul poate fi utilizat pentru exprimarea masei:
1 eV/c²≈1,783×10−36 kg≈1,074×10-9 u
1 u≈931,4 MeV
În reacțiile care produc sau absorb fotoni, este utilă corespondența între energia fotonului și lungimea de undă a acestuia {\displaystyle \lambda ={\frac {c}{\nu }}={\frac {hc}{E}}}, unde λ este lungimea de undă, ν este frecvența radiației electromagnetice, h este constanta lui Planck și c este viteza luminii în vid. Valoarea hc exprimată în electronvolți-nanometru este:
hc≈1240 eV·nm
Altfel spus, un foton cu energie de 1 eV corespunde unei lungimi de undă de 1240 nm (deci se situează în spectrul infraroșu). Lumina vizibilă corespunde fotonilor cu energie cuprinsă între 1,77 eV (corespunzătoare la λ=700 nm) și 3,1 eV (λ=400 nm). 